# Ancien hôpital de Thiers
Vous lisez un « bon article » labellisé en 2018.
L'ancien hôpital de Thiers est le site d'un établissement hospitalier remontant au XVIIe siècle, situé dans la partie est du centre historique de Thiers, en France. Le site possède une superficie de 0,5 ha et l'ensemble des bâtiments plus de 7 000 m2. Il est situé dans le périmètre du site patrimonial remarquable de Thiers et reste protégé dans le cadre du Plan de sauvegarde et de mise en valeur de la ville. Le site possède, comme l'ensemble du centre ancien de Thiers, des souterrains et des caves.
Fermé en 1988 à la suite du déménagement de l'hôpital dans des nouveaux locaux au centre hospitalier de Thiers, le site reste partiellement à l'abandon avant de l'être totalement après le départ du centre de consultation médico-psychologique en 2016.

## Localisation
L'ancien hôpital de Thiers est situé dans le département français du Puy-de-Dôme, sur la commune de Thiers. Placé à l'est du cœur médiéval de la ville, il est construit au-dessus d'une partie de la 4e enceinte des remparts de Thiers qui lui sert de mur de soutènement. L'hôpital surplombe la vallée des Usines et le centre historique qui l'entoure. L'édifice n'est pas visible depuis l'arrivée par l'ouest dans la ville, étant caché par des immeubles médiévaux et par l'église Saint-Genès située à quelques mètres.

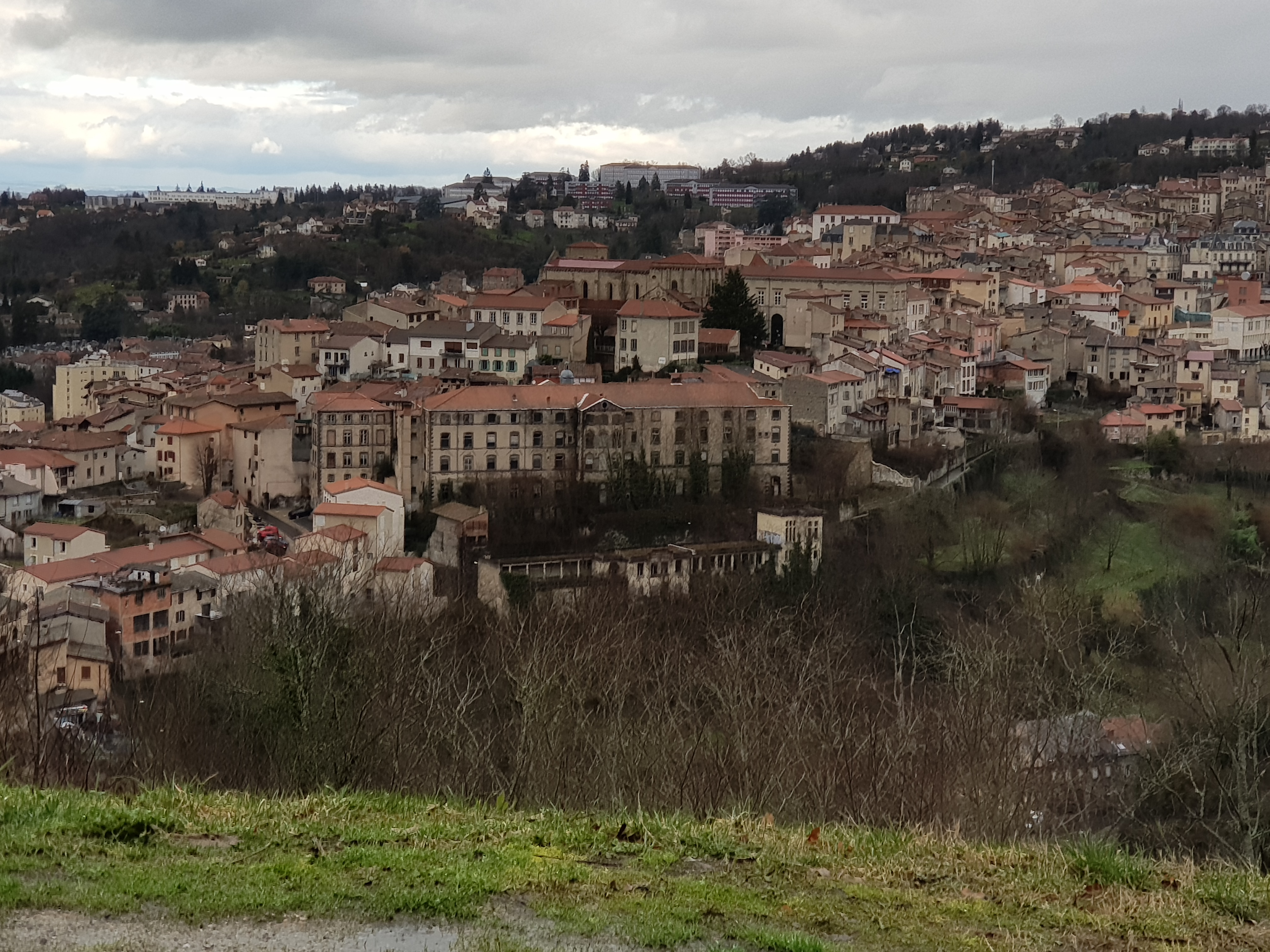
L'ancien hôpital visible au centre de la photographie.
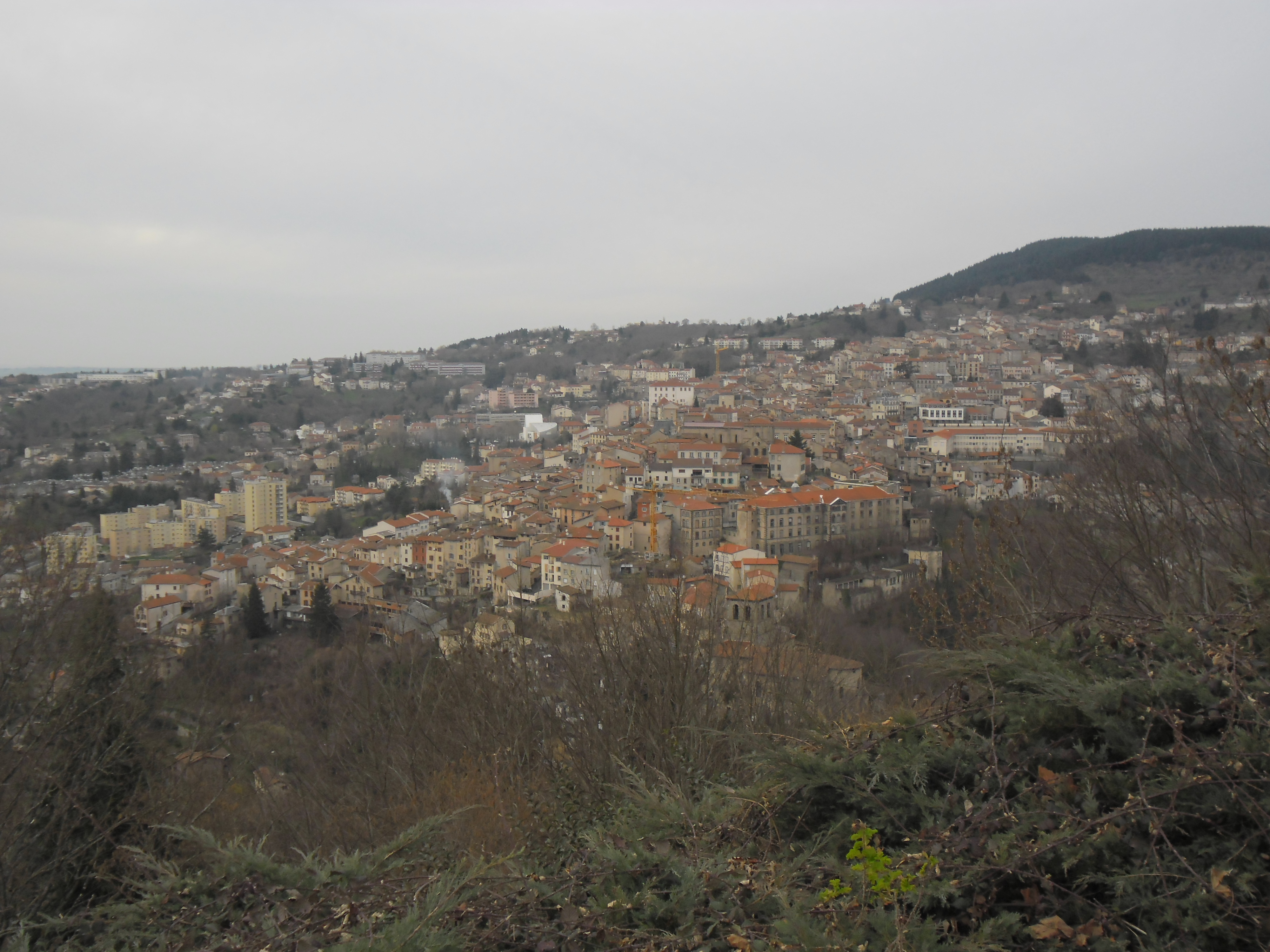
Le centre-ville de Thiers vu depuis le village des Belins. L'ancien hôpital est visible au centre à droite de l'image.
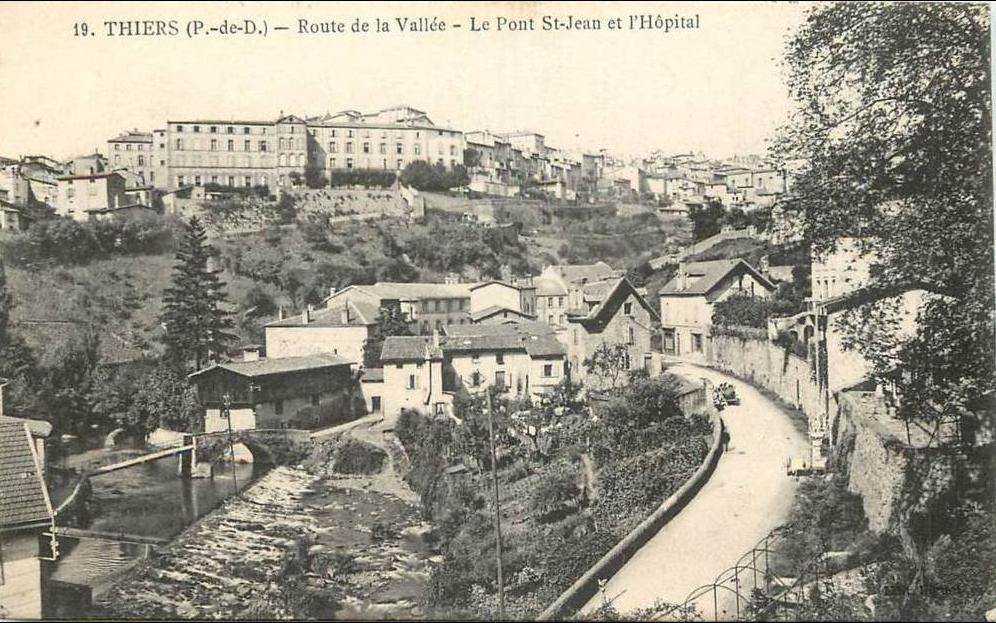
La Vallée des Usines surplombée par l'ancien hôpital de la ville.

## Plan général
| Plan général de l'Ancien-hôpital de Thiers  | Plan général de l'Ancien-hôpital de Thiers | Plan général de l'Ancien-hôpital de Thiers | Les bâtiments en gris subsistent, ceux en rouge sont détruits. |
| Bâtiments et parcs                          | Rues                                       |                                            | Les bâtiments en gris subsistent, ceux en rouge sont détruits. |
| 1 : bâtiment historique                     | A : rue Mancel-Chabot                      |                                            | Les bâtiments en gris subsistent, ceux en rouge sont détruits. |
| 2 : chapelle de l'hospice                   | B : rue du 4 septembre                     |                                            | Les bâtiments en gris subsistent, ceux en rouge sont détruits. |
| 3 : centre médico-psychologique             | C : rue des murailles                      |                                            | Les bâtiments en gris subsistent, ceux en rouge sont détruits. |
| 4 : solarium                                |                                            |                                            | Les bâtiments en gris subsistent, ceux en rouge sont détruits. |
| 5 : ancienne maternité - urgences (détruit) |                                            |                                            | Les bâtiments en gris subsistent, ceux en rouge sont détruits. |
| 6 : ancien bâtiment des internes (détruit)  |                                            |                                            | Les bâtiments en gris subsistent, ceux en rouge sont détruits. |
| 7 : jardins de l'hôpital                    |                                            |                                            | Les bâtiments en gris subsistent, ceux en rouge sont détruits. |
| 8 : ancien jardin intérieur                 |                                            |                                            | Les bâtiments en gris subsistent, ceux en rouge sont détruits. |
| 9 : cour intérieure                         |                                            |                                            | Les bâtiments en gris subsistent, ceux en rouge sont détruits. |
| 10 : cour principale                        |                                            |                                            | Les bâtiments en gris subsistent, ceux en rouge sont détruits. |

## Histoire

### Origines
L'hôpital de Thiers naît véritablement au XVIIe siècle de la réunion de trois établissements préexistants : l'hôtel-Dieu vieux de la Charité, de fondation ancienne et administré par le chapitre de Thiers, l'hôtel-Dieu neuf de la Trinité, datant du milieu du XVIe siècle et administré par la municipalité, et l'hôtel-Dieu neuf de la Charité, datant du milieu du XVIIe siècle,. Ces établissements de charité accueillent les nécessiteux et leur assurent des soins médicaux rudimentaires. Ils prennent aussi en charge les orphelins et leur donnent une formation professionnelle. Au début des années 1660, se manifeste une volonté de réunir ces trois entités en un seul et unique lieu, rue Mancel-Chabot — qui porte le nom de « rue des groslières » à l'époque. L'hôpital général, fondé par lettres de patente du 9 janvier 1668 ouvre ses portes le 15 avril 1669. Au-delà de leurs aspects caritatifs — et ce jusqu'au XXe siècle, les hôpitaux de l'époque servent aussi à débarrasser les villes de leurs indigents, ce qui est fait sans ménagement à Thiers, dès les premiers jours de fonctionnement de l'établissement,.

### Agrandissements et destructions
Lors de l'ouverture de l'hôpital, seules l'aile nord du bâtiment actuel et la chapelle sont présentes. En 1750, l'hôpital s'agrandit avec la construction de l'actuelle aile sud dans la continuité de l'aile nord tout en étant la symétrique parfaite de cette dernière. En 1836, des remaniements sont recensés, notamment dans la chapelle et le bâtiment historique — à savoir l'aile-nord plus particulièrement. En 1937, un agrandissement est acté. Désormais, l'aile nord est remplacée par une nouvelle aile au nord-est du site accueillant la chirurgie dans les étages inférieurs et la maternité au dernier étage,.

### Arrivée des infirmières
Durant la première moitié du XXe siècle, les religieuses sont progressivement remplacées par des infirmières et des médecins. Les premiers chirurgiens arrivent à l'hôpital de Thiers en 1930. L'établissement est composé de grandes chambres accueillant 20 à 30 lits. Ces derniers sont alors séparés par des draps et l'ambiance familière est accentuée par l'usage des prénoms. Les dernières religieuses quittent l'hôpital en 1976.

### Gestion de l'hôpital
L'instruction sur le règlement des hôpitaux et hospices, créé par circulaire ministérielle du 31 janvier 1840, les place sous l'autorité de la commission administrative. Les religieuses y sont déléguées à l'application pour le service intérieur. Les premiers statuts du personnel sont signés par Antonin Chastel — alors maire de Thiers — en 1937. La circulaire de 1840, réglant les fonctions de la commission d'administration hospitalière, institue donc légalement l'entrée de la ville dans la réglementation hospitalière.

### Tentatives d'agrandissement et premières annonces de fermeture

#### Difficultés d'accès et ouverture de la clinique de Chantemerle
L'ancien hôpital de Thiers, situé entre la rue Mancel-Chabot et la rue des murailles, est très difficile d'accès pour les pompiers, le personnel et les visiteurs. La première rue, très étroite, laisse difficilement le passage pour les voitures tandis que la deuxième permet uniquement le passage pour les piétons. L'absence de places de stationnement, en demande grandissante, est également un problème majeur quant à l'accessibilité de l'hôpital. En 1967, la clinique de Chantemerle ouvre ses portes dans le bas de la ville. Sa situation en plaine, sa taille et son accessibilité — ajoutées au fait que l'hôpital de Thiers avait la réputation d'être un hospice indigne depuis plusieurs décennies — font que rapidement, les thiernois préfèrent se faire soigner dans le bas de la ville à la clinique et ne plus monter au vieil hospice en centre ville.

#### Études d'agrandissements

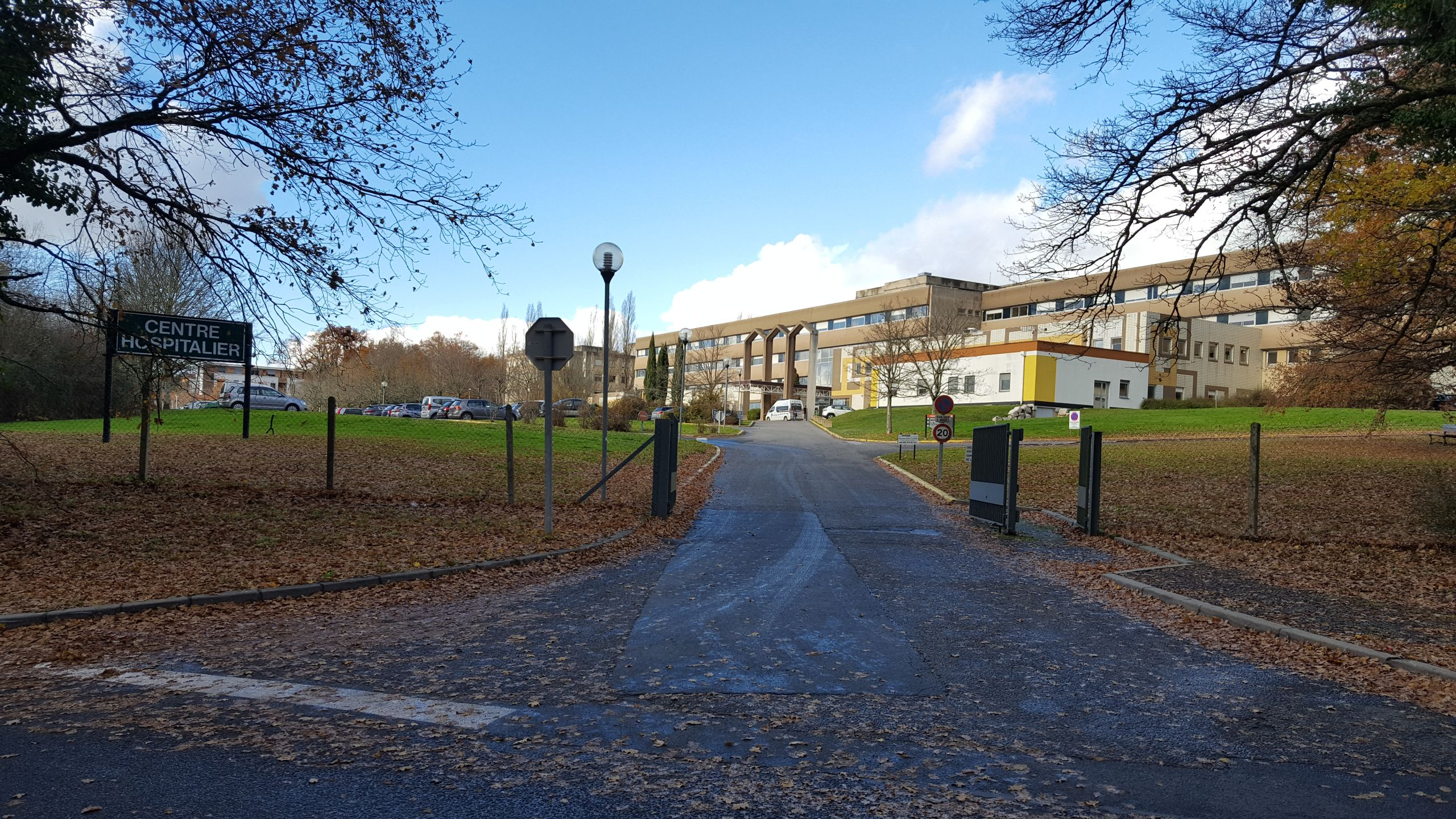
L'entrée du nouveau centre hospitalier de Thiers sur le site du Fau en 2018.

Dans la deuxième moitié des années 1970, alors que les dernières religieuses quittent les lieux, plusieurs études d'agrandissements sont travaillées. Des études de faisabilité pour agrandir le centre hospitalier dans les jardins sont évoquées mais le relief, très pentu, limite rapidement cette idée. D'autres solutions sont envisagées comme celle de construire des annexes directement dans la cité médiévale, en vain. Dans les années 1960, l'hôpital avait créé une annexe au lieu-dit des Belins pour accueillir la maison de retraite « Le Belvédaire », ce qui donne l'idée de déménager le centre hospitalier en dehors de l'agglomération, sur le site du Fau. En 1976, le service de psychiatrie est ouvert au Fau.

#### Élections municipales de1977
En 1977, alors que Maurice Adevah-Pœuf, avec le soutien du docteur Gautier, détrône René Barnérias à la mairie de Thiers, le projet de déménagement de l'hôpital semble bien entamé. Les premières maquettes sont construites et après 9 ans de travail, selon différents budgets, et l'accord du conseil d'administration, la première pierre du futur Centre hospitalier de Thiers est posée, en 1986,.

### Fermeture progressive
En 1988, une grande partie de l'établissement déménage dans des locaux fraîchement construits en dehors du centre-ville, proches du village du Fau, toujours sur la commune de Thiers. Seule une partie des soins reste sur le site en ville, dans un bâtiment annexe : le centre de consultation médico-psychologique. Ce centre médical prend en charge les enfants et les adolescents souffrant de troubles psychologiques. En 2016, ce centre déménage à son tour au Fau dans la ville-basse laissant le site du centre-ville sans aucun usage. Le déménagement de la première grande partie de l'hôpital à la fin du XXe siècle laisse le bâtiment à l'abandon, l'entretien du bâtiment étant arrêté.

### État actuel

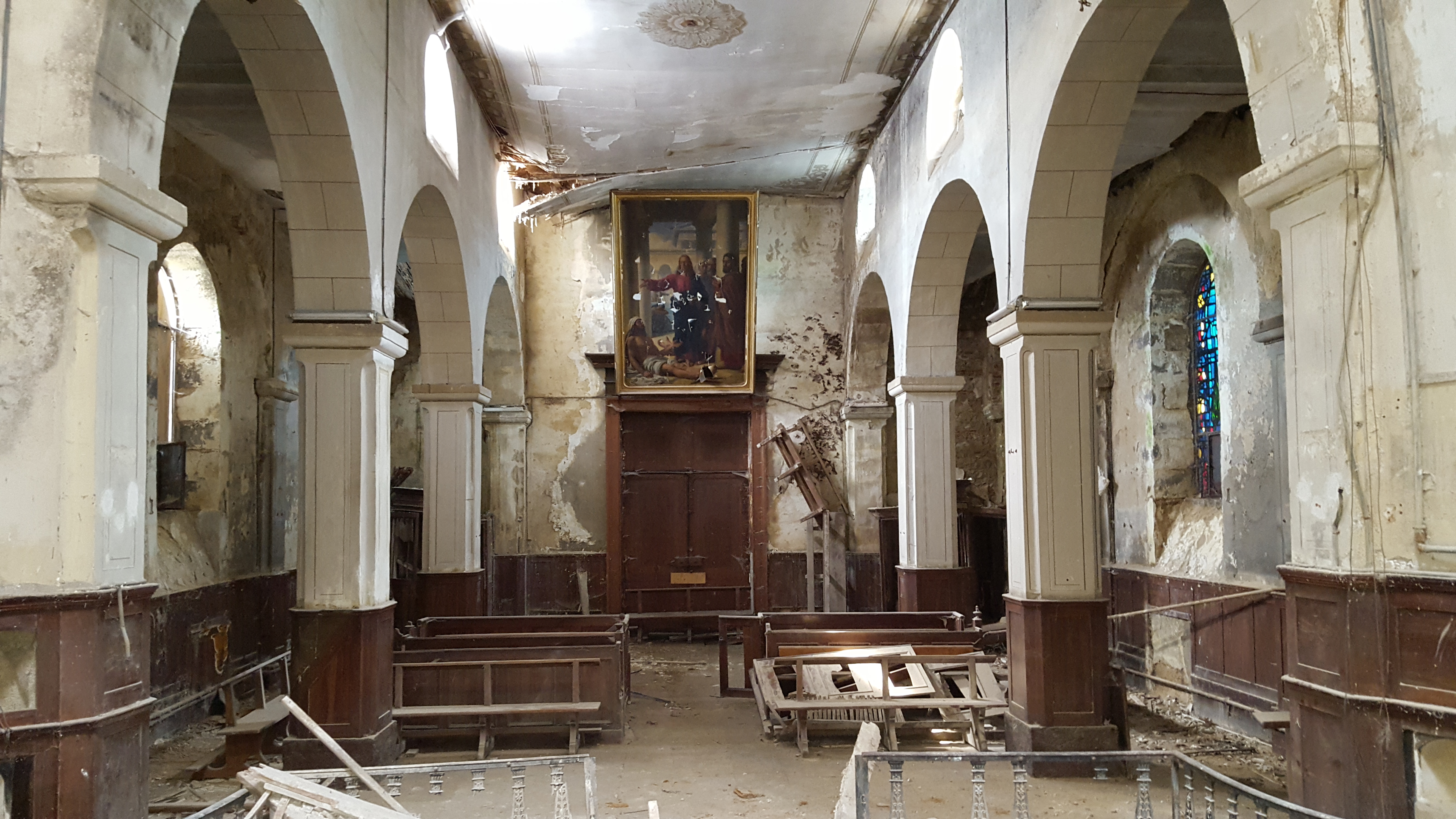
Intérieur de la chapelle en juillet 2017.

L'ancien hôpital de Thiers est en globalité dans un mauvais état de conservation. En effet, depuis 2007, aucun travail d'entretien n'est effectué. La toiture est en partie abîmée, laissant ruisseler l'eau de pluie à l'intérieur du bâtiment, ce qui favorise l'humidité et les moisissures. Plusieurs étages des niveaux supérieurs — construits avec une armature en bois contrairement au rez-de-chaussée construit avec une armature en pierre — se sont effondrés à l'intérieur de l'édifice. La mérule pleureuse, champignon lignivore qui est un redoutable ennemi du bois œuvré et de tous les matériaux contenant de la cellulose, s'attaque depuis plusieurs années au bâtiment. La végétation — jusque là gardée à l'extérieur du site — arrive à pénétrer à l’intérieur de la bâtisse par les différentes ouvertures (fenêtres, portes ou encore trous dans le toit).
Une partie de l'édifice est détruite en 2015 afin de libérer de l'espace pour accueillir un futur parking de 70 places de stationnement. Le projet, en novembre 2018, n'est toujours pas mis en place,.

### Protection de l'édifice
Le site de l'ancien hôpital est entièrement inscrit dans le plan de sauvegarde et de mise en valeur et dans le site patrimonial remarquable de la ville de Thiers,. Ces dispositifs participent de la protection et à la mise en valeur du patrimoine historique de la ville : l'ancien hôpital, datant du XVIIe siècle, est dans ce cas.

### Projet de réhabilitation

#### Avenir du site
Plusieurs projets de réhabilitation sont évoqués à la fermeture du site dans les années 1980 mais aucun n'aboutit. En 2015, une partie de l'édifice est détruite — à savoir l'ancienne maternité — afin d'accueillir un parking de 70 places de stationnement dans l'optique de réhabiliter le site en résidence pour seniors,,.
Alors que l'ensemble des projets de réhabilitation sont écartés en 2020, un projet de vente présenté par la municipalité, propriétaire des lieux est annoncé en conseil municipal. Ce dernier prévoit de scinder le bâtiment en deux parties : l'une réservée à un ensemble de logements privés, aménagés par un investisseur privé, et l'autre gardée par la ville de Thiers pour y créer le nouveau musée de la coutellerie de Thiers.

#### Réhabilitation des abords du site
En cohérence avec le projet de réhabilitation du site en lui-même, la ville de Thiers étudie aussi le réaménagement des abords de la bâtisse. Aujourd'hui, les aménagements et revêtements présents sont vieillissants. Les trottoirs, discontinus, souvent de faible largeur, ne permettent pas un cheminement piéton continu. La topographie du site rend l'aménagement de ce dernier plus compliqué et la voirie prend le pas sur les cheminements piétons. Le projet serait de modifier le tracé de la voirie — essentiellement la rue Mancel-Chabot — de créer un parvis d'entrée pour la future résidence senior et de réaménager la rue des Murailles située juste en dessous du site.

## Architecture

### Ordonnancement et décor extérieur

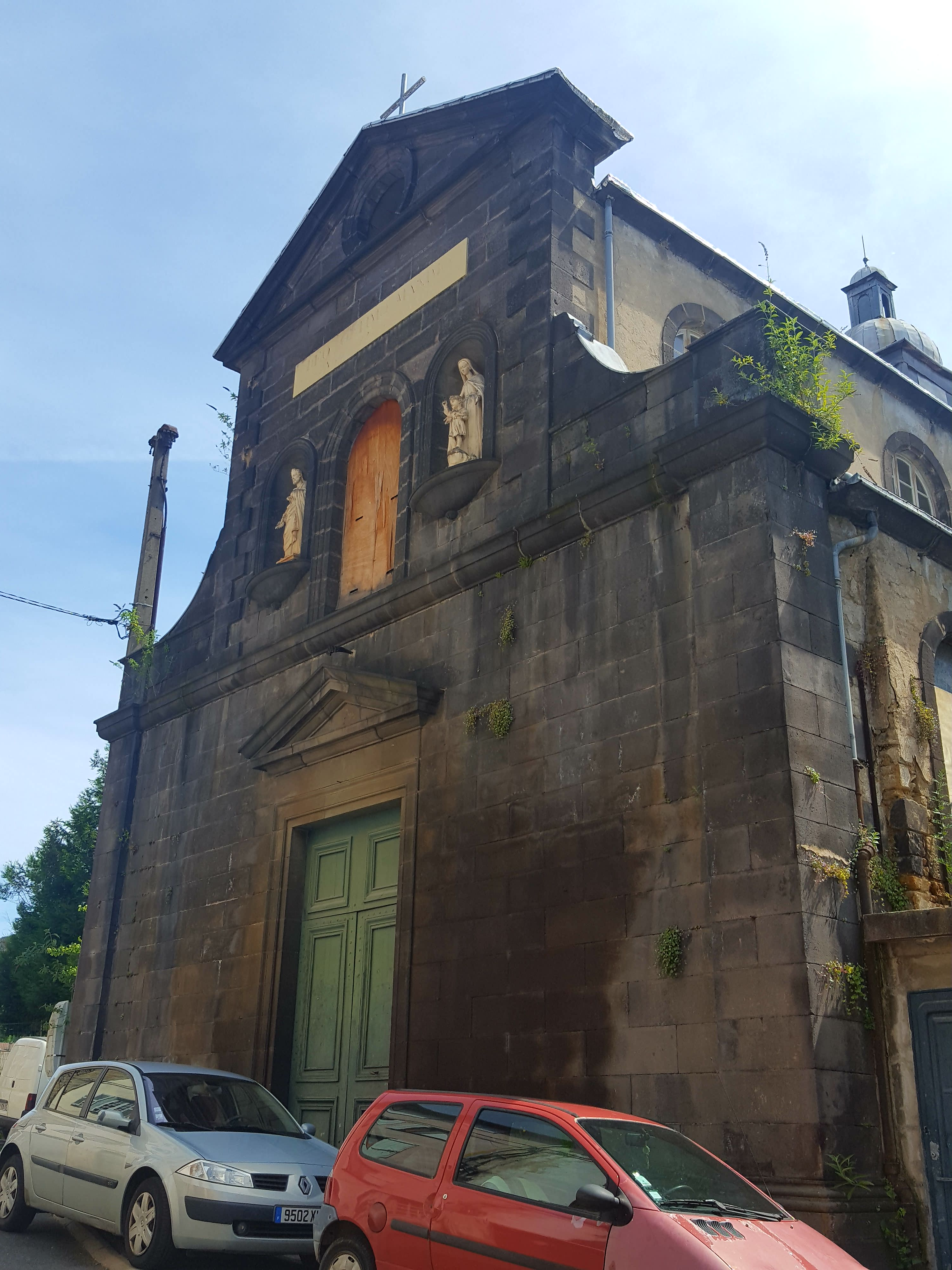
Façade ouest de la chapelle de l'hospice.

Pour construire l'édifice principal, le granite et la pierre de Volvic sont utilisés. Le granite, aujourd'hui caché partiellement par du crépi, est apparent au pied du bâtiment tandis que la pierre de Volvic, apparente notamment aux angles formés par les fenêtres et les murs, est mise en valeur grâce à son relief et à sa couleur foncée plus imposante.
La chapelle suit les mêmes méthodes de construction. La seule différence est que la façade occidentale est entièrement construite en pierre de Volvic. Plusieurs statues représentant des personnages religieux sont posées en hauteur sur la façade de la chapelle.
Au XIXe siècle, la toiture du bâtiment central de l'hôpital est rénovée. L'arête de ce dernier est rehaussée, augmentant le pourcentage de pente des deux pans de toits.

### Architectonique et décor intérieur
Les deux premiers étages — dont le rez-de-chaussée — sont soutenus par de grandes voûtes en pierre tandis que les étages supérieurs sont construits sur des armatures en bois avec de grandes poutres en bois parfois sculptées. Deux grands escaliers en pierre de Volvic desservent les étages du bâtiment principal et la chapelle. 
La partie principale de l'hôpital présente plusieurs objets répertoriés sur la base Palissy. Des bénitiers, des armoires anciennes, des tableaux et des cheminées sont ainsi présents sur cet inventaire. Les niveaux inférieurs présentent de grandes voûtes en pierre tandis que les niveaux supérieurs sont soutenus par de grandes poutres en bois sculpté.
| Éléments répertoriés                              | Protection  | Date | Notice     |
| ------------------------------------------------- | ----------- | ---- | ---------- |
| statue de la Vierge à l'Enfant                    | inscription | 1982 | PM63002364 |
| toilette                                          | inscription | 1982 | PM63002363 |
| armoire                                           | inscription | 1982 | PM63002362 |
| buffet                                            | inscription | 1982 | PM63002361 |
| armoire (2)                                       | inscription | 1982 | PM63002360 |
| buffet (2)                                        | inscription | 1982 | PM63002359 |
| bénitier                                          | inscription | 1953 | PM63002358 |
| tableaux de la Sainte Famille et Sainte Madeleine | -           | -    | IM63003488 |
| pots à pharmacie                                  | -           | -    | IM63003487 |
| tableau: Offrande à Esculape                      | classé      | 1983 | IM63003486 |
| bénitier (2)                                      | classé      | 1953 | IM63003484 |
| armoire à deux corps                              | inscription | 1982 | IM63003483 |
| armoire (3)                                       | inscription | 1982 | IM63003482 |
| armoire (4)                                       | -           | -    | IM63003481 |
| buffet 2 corps                                    | inscription | 1982 | IM63003480 |
| armoire (5)                                       | -           | -    | IM63003479 |
| table                                             | inscription | 1982 | IM63003478 |
| pots à pharmacie (2)                              | classé      | 1982 | PM63001399 |
| pots à pharmacie (3)                              | classé      | 1983 | PM63001398 |
| pots à pharmacie (4)                              | classé      | 1983 | PM63001397 |
| mortier                                           | classé      | 1983 | PM63001396 |
| mortiers et pilons                                | classé      | 1983 | PM63001395 |
| plaque de cheminée                                | classé      | 1983 | PM63001394 |
| tableau : offrande à Esculape                     | classé      | 1983 | PM63001393 |

## Jardins de l'hôpital

### Aménagement d'origine du jardin
Les religieuses de l'hôpital aménagent un grand jardin entre les remparts de la ville et la Durolle au fond de la vallée des Usines dès l'ouverture de l'hôpital. C'est elles qui s'occupent de l'entretien et de l'aménagement de ce dernier, qui reste toutefois propriété de l'hôpital. Le jardin, avec une forte déclivité, est aménagé en terrasse afin de cultiver des fruits et des légumes pour nourrir les patients et le personnel soignant. Il est complété au nord par d'autres jardins — entretenus par des propriétaires privés — qui suivent le même mode d'aménagement. De grandes vignes sont plantées entre le pied de la quatrième enceinte et le lit de la Durolle.

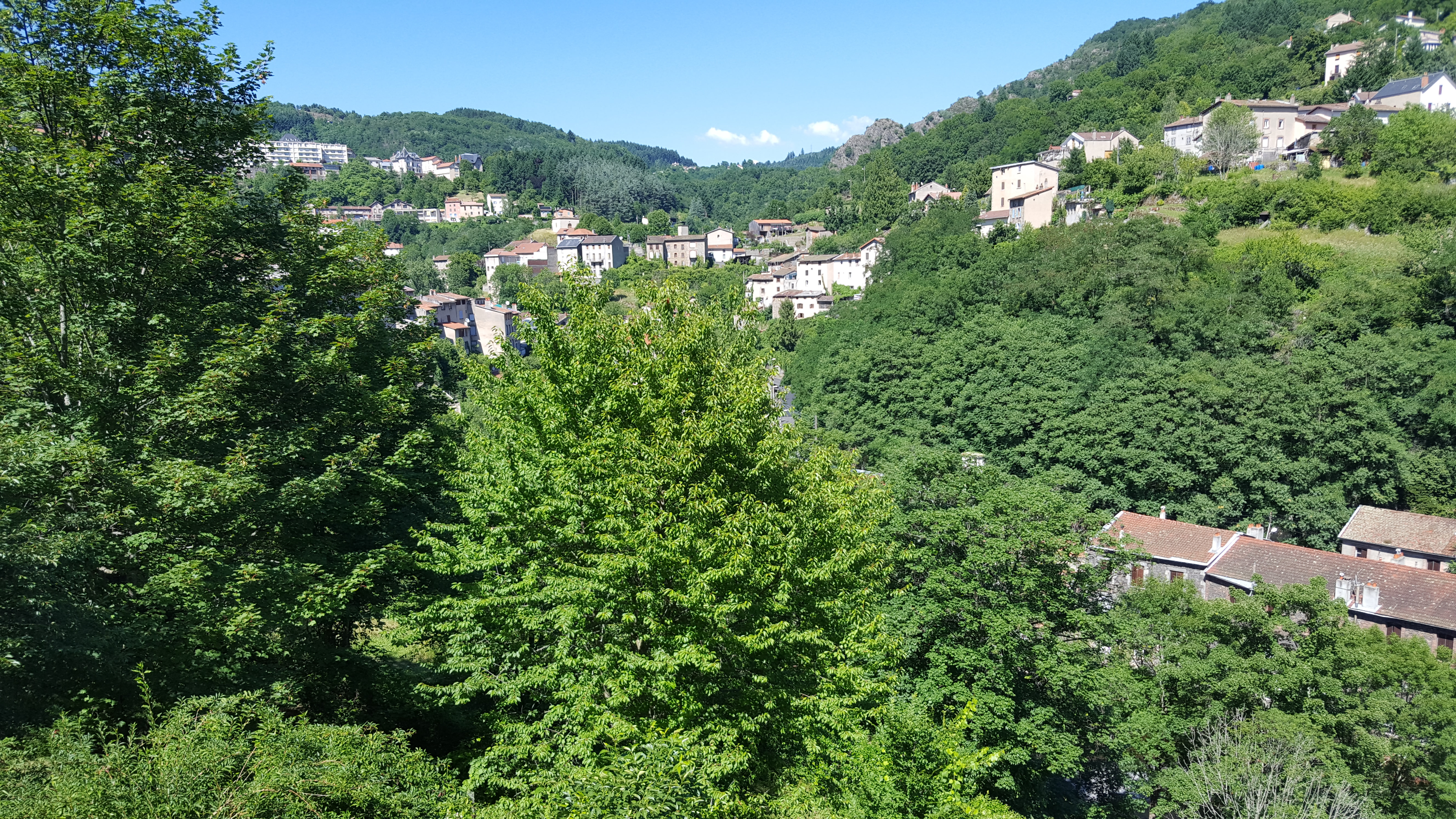
La Vallée des Usines prise depuis le haut du jardin de l'ancien-hôpital en 2017.

### Abandon du site
Lorsque l'hôpital déménage définitivement, les jardins ne sont plus entretenus que partiellement, voire pas du tout. Les arbres grossissent sans être taillés, les ronces envahissent la totalité du jardin avant d'être rattrapées par des chutes de pierres dues à un manque d'entretien des rares bâtisses présentes dans le parc. Le solarium, construit tout en haut du jardin, est recouvert par les mauvaises herbes et les ronces qui poussent à ses pieds.

### Réaménagement du parc
En 2012, alors que ces jardins sont laissés à l'abandon durant plusieurs dizaines d'années, une restauration du site est mise en place. Des plants de vignes pour rappeler une des destinations initiales du jardin sont alors plantés par les services municipaux. Chaque année, des vendanges sont organisées par la confrérie nommée « Pichet-Bitord ».
Aujourd'hui, le parc fait partie du parcours de la Vallée des Usines dont il est une véritable colonne vertébrale d'un point de vue géographique. Le Guide vert fait par Michelin mentionne ce parcours avec deux étoiles accompagnées de la mention « Mérite un détour ».

## L'ancien hôpital dans les arts

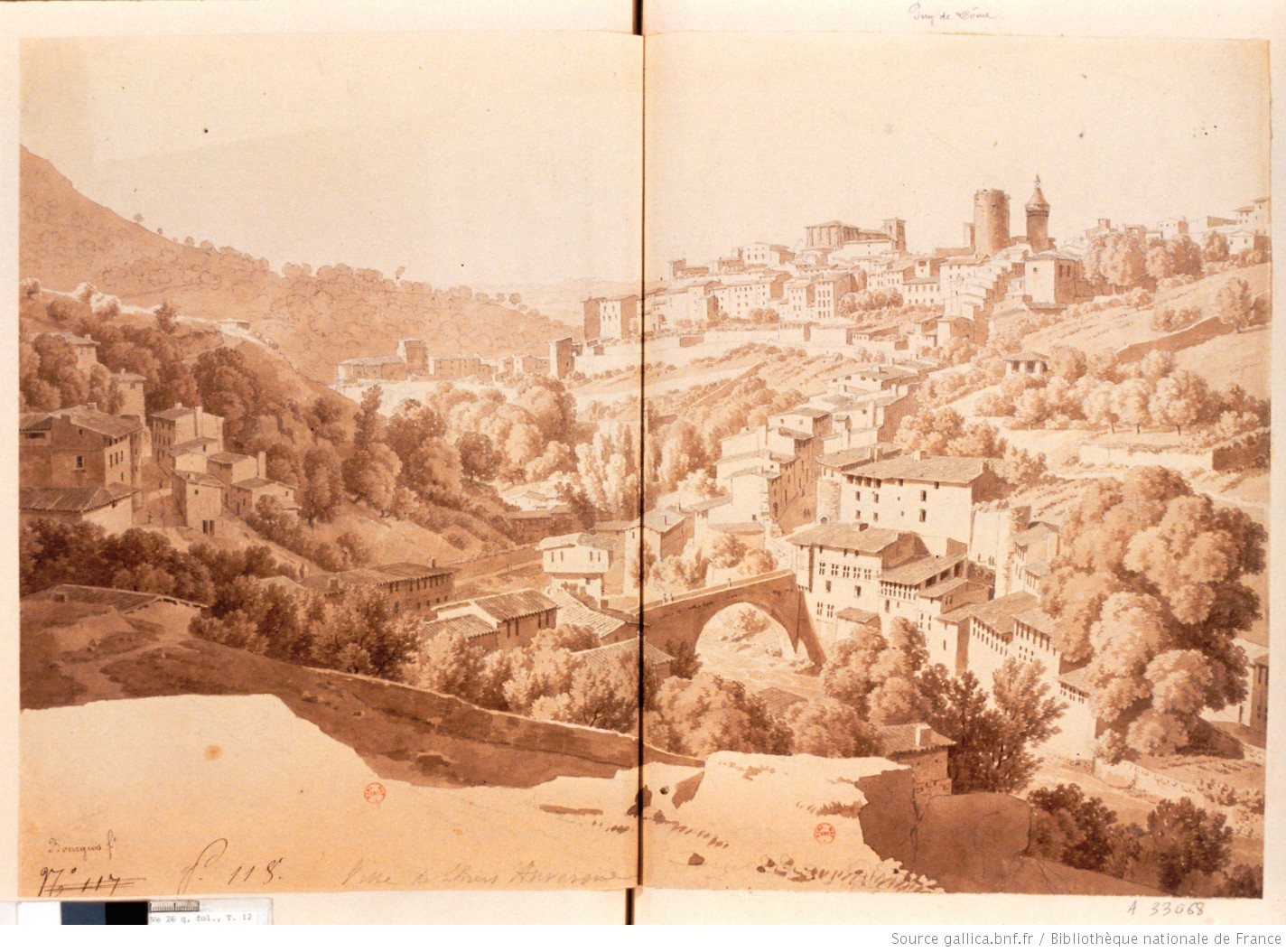
Bien que peu visible sur cette gravure, l'ancien-hôpital est présent près du centre de l'image.

L'ancien-hôpital est la bâtisse la plus visible de la cité médiévale lorsque l'on regarde cette dernière depuis la montagne à l'est de la ville. Il figure alors dans les peintures et les gravures représentant ce côté de la ville. Par ailleurs, une lithographie de Jean-Louis Tirpenne, d'après une représentation du peintre auvergnat Michel Goutay, est entièrement consacrée à l'hôpital dans l'ouvrage L'Ancienne Auvergne et le Velay, paru en 1843-1847.
En 2007, à l'initiative d'une association nommée « Le Pays thiernois », paraît un livre au sous-titre évocateur : Portrait croisé des hôpitaux thiernois. Écrit par des membres du personnel de l'époque, ainsi que des historiens et des archivistes de la ville comme Jacques Ytournel, l'ouvrage recueille différents témoignages sur le fonctionnement de l'hôpital lorsqu'il était encore ouvert, ses patients et les bâtiments de l'époque avec des informations sur ses différentes évolutions.

### Articles liés
- Centre hospitalier de Thiers
- Remparts de Thiers
- Liste des monuments historiques de Thiers